# Mihailo Petrović (pilot)
Mihailo M. Petrović, srbski letalski podčastnik in vojaški pilot, * 13. junij 1884, Vlakci, † 20. marec 1913, Skader.
Leta 1912 je bil izbran za letalsko šolanje v Franciji, kjer je veljal za najboljšega študenta. Sam je poletel mesec dni pred ostalimi študenti in 23. julija 1912 uspešno opravil izpit in tako pridobil pilotsko dovoljenje FAI št. 979.
Petrović velja za prvega letalca, ki je umrl med upravljanjem vojaških nalog; po vrnitvi iz izvidniškega poleta je padel iz letala in zaradi poškodb umrl.